# Ayaka Igarashi
Ayaka Igarashi (* 18. Mai 1999) ist eine japanische Skispringerin.

## Werdegang
Ayaka Igarashi startet für die Shimokawa High School. Sie nahm am 27. und 28. September 2014 im rumänischen Râșnov zum ersten Mal an zwei Wettbewerben des FIS Cups teil, wo sie den ersten Wettbewerb direkt gewann und beim zweiten Wettbewerb den zweiten Platz belegte. Nach weiteren Starts im FIS Cup debütierte sie am 10. September 2016 in Lillehammer im Continental Cup, wo sie den zehnten Platz und damit zugleich auch ihre ersten Continental-Cup-Punkte erreichte. Im Januar 2017 scheiterte sie bei zwei Versuchen, an den Weltcupspringen in Sapporo und Zaō teilnehmen zu können. Auch in der Saison 2017/18 erreichte sie mit den Plätzem 22 und 28 in Oberwiesenthal im August 2017 Continental-Cup-Punkte.
Am 9. September 2018 nahm sie zudem in Tschaikowski das erste Mal am Skisprung-Grand-Prix teil und holte mit dem 25. Platz ihre ersten Grand-Prix-Punkte.
Bei den Junioren-Skiweltmeisterschaften 2019 in Lahti belegte Igarashi im Einzelwettbewerb den 19. Platz und im Mannschaftswettbewerb zusammen mit Rio Seto, Ren Mikase und Shihori Ōi den vierten Platz, wobei sie nur um 1,3 Punkte die Bronzemedaille verpassten.
Igarashi lebt in Sapporo.

## Statistik

### Grand-Prix-Platzierungen
| Saison | Platz | Punkte |
| ------ | ----- | ------ |
| 2018   | 44.   | 006    |

### Continental-Cup-Platzierungen
| Saison  | Platz | Punkte |
| ------- | ----- | ------ |
| 2016/17 | 36.   | 026    |
| 2017/18 | 72.   | 012    |
| 2019/20 | 54.   | 056    |